# Sordomutismo (ordinamento italiano)
La condizione giuridica dei sordi, in Italia, è in molti ordinamenti osservata sotto un profilo di specialità.

## Diritto
Secondo la vecchia normativa dettata dal codice civile del 1865 i sordomuti erano inabilitati di diritto (art. 340). Tuttavia il tribunale poteva dichiararli abili a provvedere alle loro cose. Con il codice del 1942 art. 415 la norma si è capovolta: il sordomuto è capace salvo inabilitazione https://www.gazzettaufficiale.it/atto/serie_generale/caricaDettaglioAtto/originario?atto.dataPubblicazioneGazzetta=1942-04-04&atto.codiceRedazionale=042U0262.
L'articolo 1 della legge 95/2006 recita che, in tutte le disposizioni legislative vigenti, il termine "sordomuto" è sostituito con l'espressione "sordo".

### Disciplina penalistica
L'articolo 96 del codice penale esclude l'imputabilità del sordomuto se dalla sua patologia è derivata, nel momento in cui è stato commesso il fatto, incapacità di intendere e di volere; e soggiunge che Se la capacità d'intendere o di volere era grandemente scemata, ma non esclusa, la pena è diminuita.

Nei casi di sordomutismo, il giudice deve valutare concretamente se la realizzazione dell'illecito sia stata realmente causata o comunque rilevantemente influenzata dalla patologia.

Infatti se il sordomuto, al momento della commissione del fatto, è riconosciuto pienamente capace di intendere e volere, ne risponde come chiunque. Se invece questa capacità era inesistente o fortemente diminuita, il soggetto è prosciolto per infermo di mente. In questo caso, a termini dell'art. 222, è sempre ordinato il ricovero dell'imputato in un ospedale psichiatrico giudiziario per un tempo non inferiore a due anni; salvo che si tratti di contravvenzioni o di delitti colposi o di altri delitti per i quali la legge stabilisce la pena pecunaria o la reclusione per un tempo non superiore nel massimo a due anni, nei quali casi la sentenza di proscioglimento è comunicata all'autorità di pubblica sicurezza.
Nel caso di condanna per delitto non colposo a pena diminuita, ai sensi dell'articolo 219 è obbligatorio il ricovero in una casa di cura e custodia. Il ricovero è per non meno di un anno se la pena stabilita dalla legge non è inferiore nel minimo a cinque anni di reclusione. Se per il delitto commesso è stabilita dalla legge la pena dell'ergastolo, ovvero la reclusione non inferiore al minimo a dieci anni, la misura di sicurezza è ordinata per un tempo non inferiore a tre anni.

### Diritto civile
Diverse norme e di diversa fonte si occupano del sordomuto a fini civilistici.

#### Il sordomuto e gli atti
Per quanto attiene alla partecipazione di sordomuti ad atti o procedure, la legge sul notariato impartisce al notaio precise disposizioni. Ad esempio, in occasione dell'ordinaria lettura ritualmente orale degli atti, Se alcuna delle parti è interamente priva dell'udito, essa deve leggere l'atto e di ciò si farà menzione nel medesimo. Se la persona fosse anche impossibilitata a leggere, il presidente del Tribunale nomina un interprete della lingua dei segni italiana tra le persone abituate a trattare con esso e che sappia farsi intendere dal medesimo con segni e gesti.
Se in grado di leggere e scrivere, anche se l'intervento dell'interprete LIS è sempre richiesto, il muto o sordomuto [...] deve egli stesso leggere l'atto e scrivere alla fine del medesimo, prima delle sottoscrizioni, che lo ha letto e riconosciuto conforme alla sua volontà; in caso contrario sarà necessario che la lingua dei segni del medesimo, sia inteso anche da uno dei testimoni, o che altrimenti intervenga all'atto un secondo interprete.

#### Il sordomuto e i diritti
Il Codice Civile si occupa del sordomutismo per definirne l'abilitazione e per alcune cautele che prescrive in ordine alle procedure successorie.
Del sordomuto intanto può essere dichiarata l'inabilitazione ai sensi dell'art.415 quando non abbia ricevuto sufficiente istruzione: Possono infine essere inabilitati il sordomuto e il cieco dalla nascita o dalla prima infanzia, se non hanno ricevuto un'educazione sufficiente, salva l'applicazione dell'art.414, quando risulta che essi sono del tutto incapaci di provvedere ai propri interessi. La norma, apparentemente anacronistica, trae la sua ratio da un precedente pregiudizio per il quale si riteneva che il sordomuto non potesse ricevere un'istruzione.
Per la ricezione del testamento pubblico del muto, sordo o sordomuto si osservano le norme stabilite dalla legge notarile per gli atti pubblici di queste persone. Qualora il testatore sia incapace anche di leggere, devono intervenire quattro testimoni, in luogo degli ordinari due. Per la ricezione del testamento segreto, invece, nel quale il testatore consegna al notaio il documento chiuso e sigillato dichiarando che vi è contenuto il suo testamento, se è muto o sordomuto, deve scrivere tale dichiarazione in presenza dei testimoni e deve pure dichiarare per iscritto di aver letto il testamento, se questo è stato scritto da altri.

### Procedure
L'articolo 124 del codice di procedura civile prescrive che nell'interrogazione del sordo e del muto le interrogazioni e le risposte possono essere fatte per iscritto. Quando occorre, il giudice nomina un interprete [...] tenuto al giuramento.
Analogamente, in procedura penale, il relativo codice prevede all'articolo 119 che Quando un sordo, un muto o un sordomuto vuole o deve fare dichiarazioni, al sordo si presentano per iscritto le domande, gli avvertimenti e le ammonizioni ed egli risponde oralmente; al muto si fanno oralmente le domande, gli avvertimenti e le ammonizioni ed egli risponde per iscritto; al sordomuto si presentano per iscritto le domande, gli avvertimenti e le ammonizioni ed egli risponde per iscritto.